# Chelonus batrachedrae
Chelonus batrachedrae är en stekelart som beskrevs av Mccomb 1968. Chelonus batrachedrae ingår i släktet Chelonus och familjen bracksteklar. Inga underarter finns listade i Catalogue of Life.